# Kathiawar

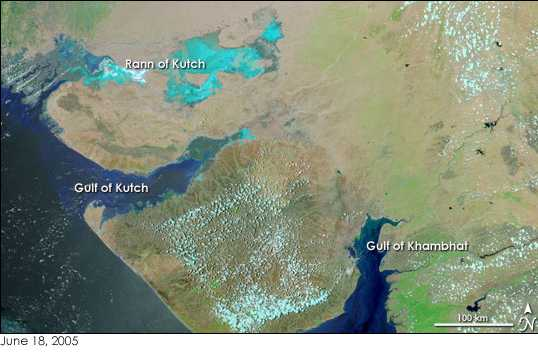
Kathiawar mellan Gulf of Kutch och Gulf of Khambat. Foto: NASA Earth Observatory

Kathiawar är en halvö på Indiens västkust, i delstaten Gujarat, med en yta på omkr 60 000 kvadratkilometer, om även Diu inräknas. Under brittisk tid fanns på halvön inte mindre än 188 större och mindre stater, av vilka 14 ägde självständig förvaltning. Den största staden är Rajkot mitt på halvön, där det finns en högskola, tidigare avsedd endast för furstesöner.